# Pallantidi
I Pallantidi (in greco antico: Παλλαντίδαι?, Pallantídai) sono dei personaggi della mitologia greca e furono i cinquanta figli di Pallante.

## Genealogia
Figli di Pallante, di tutti loro sono noti solo due nomi, Clito e Bute.
Non ci sono notizie su spose o progenie.

## Mitologia
Nobili dell'Attica, furono rivali del loro zio Egeo e di suo figlio Teseo per trono di Atene.
Amici di Androgeo (figlio di Minosse), che conobbero durante i Giochi panatenaici, suscitarono i timori di Egeo che potessero utilizzare questa amicizia per poterlo sostituire nella guida del suo regno, così Egeo fece assassinare Androgeo.
Persa questa possibilità, si divisero in due gruppi e marciarono contro Egeo per prendere il trono di Atene. Metà di loro e con Pallante alla guida, sfilò apertamente passando per Sfetto mentre l'altro gruppo preparò un'imboscata vicino a Gargetto ma il piano fallì poiché il loro araldo (Leos, che viveva ad Agnunte), avvertì Teseo di ciò che avevano preparato per sconfiggerlo e così, il gruppo appostato a Gargetto fu assalito e sconfitto da Teseo, mentre il gruppo capitanato da Pallante si ritirò.

Da allora i cittadini di Pallene non permisero più che gli araldi dessero inizio ad un proclama con le parole Akouete leoi (ascoltate cittadini), per via dell'assonanza tra leoi e "Leos" ed inoltre tra gli abitanti delle due Demo venne posto il divieto di matrimonio come simbolo dell'inimicizia tra queste due città.
Altre versioni del mito dicono che Teseo uccise tutti i Pallantidi compreso il padre.
I due Pallantidi che hanno un nome (Bute e Clito) furono compagni di viaggio di Cefalo.